# Patisiran
Le patisiran est un médicament pour le traitement des patients atteints d'amyloïdose héréditaire à transthyrétine (hATTR). Il est basé sur un  petit acide ribonucléique interférent (pARNi) et est le premier représentant de cette classe de substance à recevoir une autorisation de mise sur le marché (FDA en aout 2018). 

## Mode d'action
Le patisiran se lie spécifiquement à une séquence d'ARN messager responsable de la production d'une forme anormale de transthyrétine et empêche ainsi son expression. En effet, en raison d'un processus naturel appelé interférence par ARN (iARN), il provoque ensuite la dégradation  de l’ARN messager dans le foie, ce qui entraîne une réduction du taux de transthyrétine dans le sang et une diminution des dépôts amyloïdes dans les tissus.

## Efficacité
Le patisiran améliore les symptômes, en particulier neurologique, de la maladie. Il permet une régression de l'hypertrophie ventriculaire gauche et améliore les paramètres hémodynamiques.

## Effets secondaires
Les effets secondaires les plus fréquents sont les réactions liées à la perfusion, présents dans un cas sur cinq, et les œdèmes périphériques.

## Aspects commerciaux
Le patisiran a été développé par la société Alnylam sous la forme de nanoparticules lipidiques pour injection intraveineuse et commercialisé sous le nom d'Onpattro. Le coût estimé du traitement est de 345 000 à 450 000 $ par an. 